# António Oliveira Pinto S.J.
António da Costa e Oliveira Pinto (Covilhã, 30 de Janeiro de 1868 - Caldas da Saúde, 17 de Março de 1933) foi um religioso e cientista português.

## Biografia
Entrou no Noviciado do Barro (Torres Vedras) em 12 de Agosto de 1882, e foi ordenado em 1898 em Vals-près-Le-Puy (Haute-Loire). Os seus últimos votos foram professados em 2 de Fevereiro de 1901 em Lisboa.
Em 1902 realizou experiências de telegrafia sem fios no Colégio de Campolide. Foi um importante colaborador da revista Brotéria, e sócio de diversas sociedades científicas, tais como a Sociedade de Física e Química de Madrid e a Sociedade Astronómica de França. Foi também co-fundador da Sociedade de Portuguesa de Ciências Naturais e o seu primeiro vice-secretário.
Para além de ser responsável pelo ensino da Física no Colégio de Campolide, Oliveira Pinto escreveu diversos artigos para a revista científica Brotéria, incluindo um relatório sobre o 1º Congresso Internacional de Radiologia e Ionização (Liège, 1905), no qual participou.
Efectuou viagens de estudo à Holanda, Bélgica e França. Aprendeu técnicas de radiologia no Laboratório de Pierre Curie e Marie Curie, e posteriormente publicou o primeiro estudo sobre a radioactividade das águas de Portugal, em 1910.  Apresentou os resultados desta investigação nº 2º Congresso Internacional de Radiologia e Ionização (Bruxelas, 1910).